# Herrarnas lagtävling i svenskt system i gymnastik vid olympiska sommarspelen 1912
Herrarnas lagtävling i svenskt system i gymnastik vid olympiska sommarspelen 1912 avgjordes den 8 juli 1912 på Stockholms stadion.
Det var första gången denna grenen var med vid de olympiska spelen. Grenen fanns endast med vid två olympiska spel och andra gången var vid olympiska sommarspelen 1920 i Antwerpen. Varje nation kunde tävla med ett lag bestående mellan 16 och 40 gymnaster.

## Resultat
| Placering | Nation | Poäng  |
| --------- | --- | ------ |
| 1         | SverigePer Bertilsson Carl-Ernfrid Carlberg Nils Granfelt Curt Hartzell Oswald Holmberg Anders Hylander Axel Janse Boo Kullberg Sven Landberg Per Nilsson Benkt Norelius Axel Norling Daniel Norling Sven Rosén Nils Silfverskiöld Carl Silfverstrand John Sörensson Yngve Stiernspetz Carl-Erik Svensson Karl-Johan Svensson Knut Torell Edward Wennerholm Claes Wersäll David Wiman                                                                         | 937,46 |
| 2         | DanmarkPeter Andersen Valdemar Bøggild Søren Peter Christensen Ingvald Eriksen George Falcke Torkild Garp Hans Trier Hansen Johannes Hansen Rasmus Hansen Jens Kristian Jensen Søren Alfred Jensen Karl Kirk Jens Kirkegaard Olaf Kjems Carl Larsen Jens Peter Laursen Marius Lefèrve Povl Mark Einar Olsen Hans Pedersen Hans Eiler Pedersen Olaf Pedersen Peder Larsen Pedersen Aksel Sørensen Martin Thau Søren Thorborg Kristen Vadgaard Johannes Vinther | 898,84 |
| 3         | NorgeArthur Amundsen Jørgen Andersen Trygve Bøyesen Georg Brustad Conrad Christensen Oscar Engelstad Marius Eriksen Axel Henry Hansen Petter Hol Eugen Ingebretsen Olaf Ingebretsen Olof Jacobsen Erling Jensen Thor Jensen Frithjof Olsen Oscar Olstad Edvin Paulsen Carl Alfred Pedersen Paul Pedersen Rolf Robach Sigurd Smebye Torleif Torkildsen | 857,21 |